# Џаред Фицџералд
Џаред Кенеди Фицџералд (енгл. Jared Kennedy Fitzgerald; 16. август 1998) бахамски је пливач чија ужа специјалност су спринетрске трке слободним стилом. 

## Спортска каријера
Дебитовао је на међународним пливачким такмичењима на Светском првенству у корејском Квангџуу 2019. где је учествовао у квалификационим тркама на 50 слободно (75) и 100 слободно (71. место). Две недеље касније наступио је на Панамеричким играма у Лими где је успео да исплива нови национални рекорд у Б финалу трке на 100 метара слободним стилом (време од 50,81 секунди). 